# Олимпийский комитет Панамы
Олимпийский комитет Панамы (исп. Comité Olímpico de Panamá) — организация, представляющая Панаму в международном олимпийском движении. Основан в 1934 году, зарегистрирован в МОК в 1947 году.
Штаб-квартира расположена в городе Панаме. Является членом Международного олимпийского комитета, Панамериканской спортивной организации и других международных спортивных организаций. Осуществляет деятельность по развитию спорта в Панаме.